# Afghanistan i olympiska sommarspelen 1988
Afghanistan deltog i de olympiska sommarspelen 1988 med en trupp bestående av fem brottare, men ingen av landets deltagare erövrade någon medalj.

## Brottning
| Brottare         | Gren                   | Inledande omgång                                                                   | Ställning                  | Final             |
| Brottare         | Gren                   | Motståndare Poäng                                                                  | Ställning                  | Motståndare Poäng |
| ---------------- | ---------------------- | ---------------------------------------------------------------------------------- | -------------------------- | ----------------- |
| Ali Dad          | Fjädervikt, fristil    | Marian Skubacz (POL) L 1-3 Arturo Oporta (PAN) W 3-0 Mika Lehto (FIN) L 0–3        | 4:e i gruppen 7:e totalt   | Gick inte vidare  |
| Ahmad Naseer     | Flugvikt, fristil      | Herbert Tutsch (FRG) W 3-1 Jong-Oh Kim (KOR) L 1-3 Mitsuru Sato (JPN) L 0–4        | 14:e i gruppen 28:e totalt | Gick inte vidare  |
| Mohammad Razigul | Lätt flugvikt, fristil | Suryadi Suryadi (INA) W 3-1 Sergei Karamchakov (URS) L 1-3 Ivan Tzonov (BUL) L 1–3 | 14:e i gruppen 28:e totalt | Gick inte vidare  |
| Mohammad Shir    | Lättvikt, fristil      | Henmedeh Amara (MGL) L 0-4 Nate Carr (USA) L 0-4                                   | 13:e i gruppen 24:e totalt | Gick inte vidare  |
| Mohammad Taj     | Tungvikt, fristil      | Mehmet Turkaya (TUR) L 1-3 Moustapha Gueye (SEN) W 4-0 Ira Deskoulidis (GRE) L 0-4 | 13:e i gruppen 25:e totalt | Gick inte vidare  |